# Thorselliaceae
Thorselliaceae är en familj av bakterier som tillhör klassen Gammaproteobacteria. I familjen ingår fyra beskrivna arter tillhörande två släkten Thorsellia och Coetzeea. Bakterierna är Gramnegativa och stavformade, ungefär 1 μm breda och 2 μm långa. De är fakultativa anaerober och rörliga. Thorselliaceae-bakterier har hittats runt om i världen och är associerade med vektormyggor, i huvudsak med vektorer för malaria. 
Den första arten som beskrevs var Thorsellia anophelis. Den isolerades från mellantarmen hos malariamyggan Anopheles arabiensis från Kenya. Den här nya bakterien fick sitt namn efter den svenska zoologen Walborg Thorsell, som forskade om myggor och myggmedel under många år. Thorsellia-bakterier har nu hittats i myggarter som är huvudsakliga vektorer för malaria i både Afrika, Asien och Sydamerika. Bakterierna har även hittats i vattnet där malariamyggorna utvecklas som larver. Några av egenskaperna hos Thorsellia tyder på att de är anpassade till myggornas tarmar, de tolererar ett basiskt pH som finns i mygglarver och de växer snabbare i blodkulturer än i buljong utan blod. Thorsellia anophelis har förutom i Anopheles också hittats i myggan Culex tarsalis som är vektor för bland annat sjukdomarna West Nile-feber och hjärninflammation.
För tillfället finns det inte så mycket information om Thorselliaceae i naturen förutom att det har visats i ett par studier att Thorsellia anophelis dominerar bland malariamyggors tarmflora och finns i vatten där malariamygglarverna utvecklas. 

## Användning
En möjlig användning av Thorselliaceae är i paratransgenes för att förhindra spridningen av malaria. Detta innebär genetisk transformering av bakterierna med gener som producerar effektormolekyler mot malariaparasiter inuti malariamyggornas tarmar. Thorselliaceae kan odlas på laboratorium under normala förhållanden och är besläktad med bakterien Escherichia coli vilket kan tyda på att de molekylära teknikerna som behövs för att modifiera bakterierna kan vara liknande de som redan finns utvecklade för E. coli.  